# Teresina de Goiás
Teresina de Goiás is een gemeente in de Braziliaanse deelstaat Goiás. De gemeente telt 2.915 inwoners (schatting 2009).

## Aangrenzende gemeenten
De gemeente grenst aan Alto Paraíso de Goiás, Cavalcante, Monte Alegre de Goiás en Nova Roma.

## Geboren
- Wilton Pereira Sampaio (1981), voetbalscheidsrechter